# Berry (Francja)

Berry na mapie Francji

Flaga Berry

Herb Berry

Berry (wym. MAF /bɛˈʁi/) – kraina historyczna w północno-środkowej Francji (region Centre-Val de Loire), w departamentach Cher i Indre.
Głównym miastem jest Bourges. Powierzchnia krainy jest wyżynna poprzecinana dolinami rzek Cher i Indre. Gospodarczo Berry jest najsłabiej rozwijającym się ośrodkiem regionu. Występuje przemysł lotniczy, zbrojeniowy, tekstylny i spożywczy. Wielkoprzestrzenna uprawa zbóż (gospodarstwa 150-200 ha).